# Great White
Great White (Грейт Уайт, с англ. — «Большая белая (подразумевается акула)») — американская хард-рок-группа, основанная в Лос-Анджелесе в 1977 году вокалистом Джеком Расселом и гитаристом Марком Кендалом. Группа выпустила несколько альбомов во второй половине 80-х годов, а также транслировалась на MTV с клипами, одним из самых популярных среди которых был «Once Bitten, Twice Shy». Вышедший в 1987 году альбом «Once Bitten…» стал платиновым в США. С него также был издан популярный хит-сингл «Rock Me».
Группа достигла своей популярности с альбомом «...Twice Shy» в 1989 году, который разошёлся в ещё большем количестве экземпляров — благодаря синглу «Once Bitten, Twice Shy» (кавер на сингл Иана Хантера), который пользовался огромным успехом. Альбом …Twice Shy достиг в США 9 места в Billboard 200, а сингл — 5 места в Hot 100.
Позже группа продолжила выпуск новых записей, хотя и не получила ротации в чартах США.
В 2001 году группа объявила о прекращении деятельности. Вскоре после этого вокалист Джек Рассел отправился в тур с Тони Монтаной, Робби Лохнером (Halford), Дэном МакНеем (Montrose) и Дики Флисаром (Skin) / (Брюс Дикинсон), будучи представленным публике как «Джек Рассел из Great White». 
Great White попали в заголовки газет, когда 20 февраля 2003 года ночной клуб Род-Айленда, в котором они играли, загорелся из-за халатности организаторов шоу с использованием пиротехники. Инцидент привёл к гибели 100 человек, включая участника группы Тая Лонгли.
В 2006 году группа возобновила деятельность. В 2011 Рассел покинул группу, снова отправившись в тур под именем «Jack Russell's Great White».
По оценкам Great White, по состоянию на август 2008 года по всему миру было продано около восьми миллионов пластинок.

## Состав
- См. «Great White § Members» в английском разделе.

Great White
- Марк Кендалл – соло-гитара, перкуссия, бэк-вокал (1977 – 2000, 2001, 2002 – 2005, 2006 – н.в.), ритм-гитара, клавишные (1977 –1986), бас-гитара (1977 – 1981)

- Оди Десброу – ударные, перкуссия (1985 – 1999, 1999 – 2000, 2006 – н.в.)
- Майкл Ларди – ритм-гитара, банджо, электро-ситар, клавишные, перкуссия, гармоника, бэк-вокал (1985 – 2000, 2001, 2006 – н.в.)

- Скотт Снайдер – бас-гитара, бэк-вокал (2008 – н.в.)

- Митч Маллой – вокал (2018 – н.в.)

Jack Russell's Great White
- Джек Рассел – вокал, перкуссия (1977 – 2001, 2002 – 2005, 2006 – 2010, 2011 – 2024), ударные (1977 – 1981); умер в 2024 году [5]

- Тони Монтана – бас-гитара, бэк-вокал (1987 – 1989, 1989 – 1992, 2013 – 2014; 2014–2016); ритм-гитара, бэк-вокал, клавишные, гармоника (2014 – н.в.)
- Робби Лохнер – вокал, бэк-вокал (2011 – н.в.)
- Дики Флисзар – ударные, бэк-вокал (2014 – н.в.)
- Дэн Макней – бас-гитара, бэк-вокал (2016 – н.в.)

## Дискография
См. статью «Great White discography» в английском разделе.
- Great White (1984)
- Shot in the Dark (1986)
- Once Bitten... (1987)
- ...Twice Shy (1989)
- Hooked (1991)
- Psycho City (1992)
- Sail Away (1994)
- Let it Rock (1996)
- Can't Get There from Here (1999)
- Back to the Rhythm (2007)
- Rising (2009)
- Elation (2012)
- Full Circle (2017)